# هوندا إن 360
هوندا إن 360 (بالإنجليزية: Honda N360)‏ هي سيارة من طراز Kei car/سيارة مدينة من تصنيع شركة هوندا موتورز اليابانية. بدأ تصنيعها لأول مرة سنة 1967. وهي ذات تصميم جديد أعتمد عليه لاحقاً في سيارة هوندا لايف.

## وصلات خارجية
- Sarasota Herald Tribune 10 June 1979
- ThisOldHonda.org N360
- HondaN600.net
- ThisOldHonda.org N600
- Ocala Star Banner 7 October 1982
- Gainesville Sun 7 May 1982
- The Honda N600E - The Little Car That Opened the Roadway in America